# Global Agenda
Global Agenda — футуристичный многопользовательский шутер от третьего лица (MMOTPS), разработана компанией Hi-Rez Studios на движке Unreal Engine 3. Первый пресс-релиз был анонсирован в марте 2007 года, к тому времени игра находилась в разработке уже 2 года. Первый трейлер к игре был опубликован в мае 2007 года. Вышла 1 февраля 2010 года.
В октябре 2008 года, студия Hi-Rez запустила новый веб-сайт игры. Был также анонсирован первый публичный превью игры — благотворительное событие под названием «MISSION: Pwning for a Cure», которое было проведено 8 ноября 2009 года в Roswell, США.
В игре присутствует четыре игровых класса: Штурмовик (англ. Assault), Медик (англ. Medic), Разведчик (англ. Recon) и Робототехник (англ. Robotics), каждый с разным стилем игры и уникальным вооружением. В игре можно будет использовать реактивные ранцы, более мощную экипировку и некоторую технику (шагающие роботы).

## Подписка
Подписка была отменена
Global Agenda (единовременная покупка) включает:
- Создание до 8 разных персонажей
- Настройка внешнего вида персонажей
- Доступ ко всему оружию и устройствам
- Кооперативный режим против окружения (Cooperative Player vs. Environment missions against the Commonwealth NPC faction, AI-controlled enemies, and Boss Fights)
- Режим Игроки против Игроков с 5 разными режимами игры и 20 уникальными картами
- Максимальный уровень персонажа 50
- Достижение и разблокировки для каждого персонажа
- Игровой инвентарь для костюмов, способностей, красок, обновлений и лута
- Доступ в зону виртуальной реальности для тренировок
- Торговля и накопления игровой валюты
- Текстовой чат со множеством каналов
- Встроенный голосовой чат в вовремя миссий
- Способность присоединяться к игровым агентствам
- Вся игра на одном игровом шарде
- Доступ к режиму Альянсы против Альянсов (AvA) Мировое Доминирование
- Массивная кампания между агентствами и альянсами за контроль территорий и ресурсов
- Защита территорий агентств
- Управлением агентствами и альянсами
- Создание и улучшение заводов
- Рейды — включающие до 60 игроков на стороне; координированный до 6 разных команд с совмещенными территориями
- Система достижений агентств, уровни и признание
- Аукцион со ставками и выкупами
- Почтовая система
- Улучшенный текстовой и голосовой чат
- Крафтинг с помощью моделей
- Дополнительные настройки персонажа, включая элитный костюмы, краски и сезонные способности
- Будущий Co-Op контент для максимальных уровней персонажей
- Будущий AvA контент, мультиплеерный PvP контент, и новые социальные зоны

## PvE и PvP
Уникальной особенностью игры является возможность участвовать и получать опыт и достижения как от состязаний PVP с другими игроками, так и от PVE составляющей (против персонажей, не управляемых игроками) .

## Творчество фанатов
Hi-Rez Studio провела несколько конкурсов, включая конкурс на самый лучший фанатский трейлер и на самые лучшие фанатские ресурсы по игре.

## Отзывы
| Сводный рейтинг | Сводный рейтинг |
| Агрегатор       | Оценка          |
| --------------- | --------------- |
| GameRankings    | 68,42 %         |